# Rukia Kuchiki
Rukia Kuchiki (朽木 ルキア Kuchiki Rukia?) es la coprotagonista, del manga y anime Bleach. Es uno de los personajes más importantes de la historia ya que se desarrolla gracias ella, es muy amiga de Kurosaki Ichigo compartiendo un lazo especial con él. Es la esposa de Renji Abarai.

## Creación y concepto
Rukia fue concebida a partir del deseo de Tite Kubo de dibujar a un Shinigami vistiendo un kimono, lo que sirvió de base para el diseño de los Shinigamis de la serie. Es así, como Rukia se convirtió en el primer personaje de la serie en ser creado. Antes de decidir que todo Shinigami llevara una espada, Kubo pensó que todos deberían usar pistolas, pero este concepto fue descartado cuando le dijeron que se parecía a otro manga que se publicaba en ese momento, solamente Rukia portaba una guadaña. Sin embargo, esto fue cambiado mientras creaba el kimono para los Shinigamis. Kubo también mencionó que Rukia no se veía como un personaje protagónico, así que creó a Ichigo Kurosaki para ser el protagonista de la serie. El diseño inicial de Ichigo tenía el cabello negro como el de Rukia; Kubo luego modificó la apariencia de Ichigo para que hiciera contraste con Rukia y se destacara del resto de personajes, ya que la mayoría era de cabello oscuro, dándole a Ichigo Kurosaki cabello anaranjado y un aspecto amenazante como marca personal.
En cuanto a su nombre, Kubo señaló que debido a que Rukia lucía como un Shinigami, su nombre debía sonar como el nombre de un Shinigami. Mientras decidía su apellido, Kubo consideró usar "Kuchiru" (朽ちる, lit. "decaer, pudrir”) porque sonaba como el apellido que un Shinigami tendría, y entonces decidió usar “Kuchiki” (朽木, lit. “madera podrida”). Él añadió que una vez escuchó algo que sonó como “Kuchiki Rukia” en la televisión japonesa y le gustó lo suficiente como para usarlo como nombre. También, una vez escuchó en un documental llamado "Cosmos", algo que sonó como "lutia", "luz" en latín, le gustó el nombre al relacionarlo con "Rukia" ya que Rukia es como un rayo de luz en la vida de Ichigo. La Shonen Jump le preguntó en una entrevista a Kubo si tenía en planes convertir a Ichigo y a Rukia en pareja, pero Kubo prefirió no confirmarlo ni negarlo, aunque el mismo Kubo ha declarado que la relación de Rukia e Ichigo era "más que amigos, menos que amantes". Después de diseñar la zanpakutō de Rukia, Kubo notó que esta le gustó mucho y la convirtió en la zanpakutō más hermosa de la serie..
Cuando a Kubo se le pidió que hiciera una portada con un personaje femenino durante la Navidad, Kubo inicialmente pensó en utilizar a Rukia; pero luego cambió de opinión y utilizó a Orihime Inoue ya que pensó que Orihime era más adecuada para dicho papel ya que tenía una belleza más estética que la de rukia. Sin embargo Kubo comentó que previamente había hecho una ilustración de Navidad con Rukia pero no le agrado su expresión de felicidad, y que recibió el pedido de varios fanes queriendo ver la imagen. Pero en contraste a esto, Kubo descubrió que a él le gustaban más las ilustraciones en las que el rostro de Rukia expresase dolor y sufrimiento, como cuando iba a ser ejecutada en el manga.
Al haber crecido en el Rukongai, la zona más pobre de la Sociedad de Almas, Rukia mantiene unas costumbres rudas y poco educadas al hablar con la gente. No obstante, también se percibe la influencia de la familia noble de los Kuchiki en su conducta fría, solitaria en la mayoría de las ocasiones y con buenos modales, así como en su tendencia a ocultar sus problemas personales a sus amigos más cercanos, pero ha demostrado que puede ayudar a sus amigos y siente un gran amor hacia su hermano.

## Historia
Rukia pertenece a la Decimotercera División, al mando del Capitán Ukitake. Como todos los shinigamis, es un alma que a veces regresa al mundo de los humanos para traer las almas de los muertos a la Sociedad de Almas y para combatir a los hollows, monstruos que devoran las almas indefensas. Rukia tiene el cabello liso, negro y corto; tiene grandes ojos violetas, de rostro pequeño y mirada seria. Pese a su pequeña estatura y su frágil aspecto, Rukia despliega una notable fuerza y una voluntad de hierro pese a estar sometida a una gran presión. Ella tiende a ser leal y que no duda en sacrificar su vida por los suyos.

### Familia
Rukia fue abandonada cuando apenas era un bebé por su enferma hermana mayor Hisana. Ésta nunca se perdonaría su falta y, antes de morir, hizo jurar a su marido, el frío y sereno Byakuya Kuchiki que buscara a su hermana y que la hiciese adoptar por la familia Kuchiki, una de las más nobles del Seireitei, la ciudad de los shinigamis.
La búsqueda resultó infructuosa hasta que la propia Rukia fue descubierta en el Seireitei, ya que al haber descubierto que poseía poder espiritual estaba estudiando para convertirse en shinigami. Byakuya, que además era la cabeza de la noble familia Kuchiki , la hizo adoptar inmediatamente nombrándola su hermana menor y, debido a su patrocinio, pudo ascender sin la necesidad de pasar las duras pruebas que sí sufrieron sus compañeros de clase.
La sombra del Capitán Kuchiki era tan alargada que impidió que Rukia llegase a ser oficial de algún escuadrón, dado el peligro que entrañaba por ser un blanco más atractivo para los hollows, pese a que la muchacha demostraba tener un gran potencial. La relación de Rukia con Byakuya siempre fue muy fría y distante, debido al carácter de este último. Su increíble altivez y lejanía provocaron que más que cariño y agradecimiento, Rukia sintiera por él una mezcla de miedo y respeto, sentimientos que han ido diluyéndose a medida que pasa el tiempo y que el autor del manga deja entrever el por qué de las acciones de Byakuya. En la segunda novela de Bleach que se desarrolla al final de la era SS, donde se puede ver a Rukia preocupada por su hermano herido en batalla. Para ayudarle a sobreponerse de las heridas, decide cocinar distintos platos que ha aprendido mientras vivía en el Mundo Humano. Prepara varios platos, que por algún motivo u otro Byakuya no puede comer (o por prescripción médica de Unohana, o por su sabor específico). Al preparar el último plato (llamado en japonés okayu) todos los que prueban la comida coinciden en que estaba deliciosa, menos Byakuya, que la toma en silencio visiblemente emocionado por el detalle y el esfuerzo que ha puesto Rukia en hacerle la comida.

### El Shinigami sustituto
Rukia se lleva una inmensa sorpresa cuando, mientras sigue el rastro de un hollow en el mundo de los humanos, puede ser vista y tocada por Ichigo, un estudiante de 15 años. El poder ver a seres espirituales es signo de poseer un gran reiatsu (poder espiritual), que atrae a los hollows como la miel a las moscas. Y así es cuando un hollow hace su aparición en casa de los Kurosaki, Rukia se dispone a eliminarlo pero se ve entorpecida por Ichigo a quien deja inmovilizado, luego Rukia al estar débil por una pelea anterior con un Hollow cae gravemente herida. La situación es desesperada, y Rukia no tiene más remedio que ceder sus poderes a Ichigo, quien se convierte en shinigami sustituto y acaba con el hollow quien había secuestrado a su hermana menor Yuzu Kurosaki en el manga.
Aunque los planes de Rukia eran ceder solo la mitad de sus poderes, el imprevisto reiatsu de Ichigo absorbe su totalidad, impidiendo a Rukia regresar a la Sociedad de Almas hasta que no los acabe de recuperar. Para poder hacerlo, ocupa mientras un gigai (cuerpo artificial) cedido generosamente por Kisuke Urahara, dueño de una tienda bajo la que oculta todo un muestrario de objetos para shinigamis.
Mientras Rukia recupera sus poderes, se hace pasar por estudiante de intercambio en la clase de Ichigo, es una excelente actriz, aunque es evidente su desconocimiento de objetos tan elementales como los juegos en cajas, pese a afirmar no sin cierto desprecio, que al menos tiene diez veces la edad de esos colegiales. Rukia pasa a vivir al armario de Ichigo y se convierte en su maestra y ayudante en sus labores de shinigami, a la vez que conoce más a fondo el entorno de Ichigo.
Los días transcurren, y Rukia acaba por darse cuenta de que se está encariñando mucho con un mundo que no es el suyo. Sin avisar a nadie, acaba por partir, sorprendiéndose a sí misma al descubrir que pese a todo el tiempo que ha transcurrido, no ha conseguido recuperar sus poderes. Su marcha coincide con la llegada de dos shinigamis encargados de detenerla y traerla de vuelta a la Sociedad de Almas para ser juzagda por haber cedido sus poderes a un humano. Ichigo llega al poco para combatir contra los dos enviados, que resultan ser Byakuya y Renji, el Capitán y Teniente del Sexto Escuadrón, y hermano de Rukia y un viejo amigo y compañero de Rukia respectivamente. Ichigo termina peleando contra Renji a quien consigue herir, para después ser totalmente derrotado y herido de muerte por Byakuya, quien también elimina los poderes de shinigami que Rukia había prestado a Ichigo. Rukia le ordena, entre lágrimas, que no vaya en su búsqueda y se olvide de ella, bajo la pena de no perdonárselo jamás, pero Ichigo siente que le debe un enorme favor a Rukia por darle el poder para salvar a su hermana de morir, y es por eso que decide ir a salvarla a la Sociedad de almas luego de que Ichigo se entera de que ella es falsamente acusada y enjuiciada a pena de muerte.

### La Sociedad de Almas
La condena por el comportamiento de Rukia es excesiva y la propia shinigami se sorprende ante ella, pues es sentenciada a muerte como una criminal y confinada a la Cámara del Arrepentimiento. El caso de Rukia Kuchiki despierta el interés de varios shinigamis, y la injusticia de su condena comienza a sembrar dudas y sospechas que nadie sería capaz de pensar. Sin embargo, la mayor sorpresa sería debida a la irrupción en pleno Seireitei de Ichigo, acompañado de Orihime, Chad, Uryū, Yoruichi y Ganju para rescatar a Rukia.
Confinada y privada de todo contacto, Rukia ve pasar los días con resignación, aunque acaban por llegar a sus oídos la llegada de los extraños y la duda llega a su corazón. Tres días antes de la fecha prevista de su ejecución -fecha continuamente adelantada-, es liberada por Ganju y Hanatarou, revelándose que Rukia fue la shinigami que mató a Kaien, el hermano de Ganju. No obstante, Ganju es leal a Ichigo y pese a que odia a Rukia, se dispone a salvarla hasta que aparece el propio Capitán Kuchiki interponiéndose. Con un desprecio absoluto por el destino de su hermana, Byakuya ataca a Ganju pero acaba por ser frenado por Ichigo, quien aparece de súbito. El reencuentro entre Ichigo y Rukia resulta ser corto, pero Rukia acaba por comprender que Ichigo es incorregible y que hará lo que sea por salvar a su amiga y llevársela con él. La escena se interrumpe cuando Yoruichi se lleva a Ichigo, dado que las probabilidades de ganar a Byakuya en duelo eran prácticamente nulas.
Por tanto, el primer intento de rescate fracasa y Rukia vuelve a ser encerrada. Cuando llega el día de su ejecución, Rukia vuelve a aparecer resignada hasta que se cruza con el temible Capitán del Tercer Escuadrón, Gin Ichimaru, quien se burla cruelmente de ella prometiéndole salvar a Renji -que se ha revelado contra Byakuya-, a Ichigo y sus compañeros y a ella misma para luego decir que estaba mintiendo. Ese breve rayo de esperanza acaba por desarmar las defensas de Rukia, que comienza a sentir miedo más por los suyos que por ella misma. Cuando Rukia es presentada ante el mermado grupo de los capitanes de escuadrón, entre los que está su siempre impasible hermano, pide como última voluntad que sean salvadas las vidas de Ichigo y de los demás, y que sean devueltos al mundo de los humanos. Para liberar la angustia de Rukia, se le afirma que así será, aunque todos saben muy bien que el comandante general lo dijo para que muriese en paz.
En el preciso instante en el que Rukia va a morir, en una décima de segundo crítica y angustiosamente crucial, por fin reaparece Ichigo y, junto con la inesperada ayuda de los capitanes Ukitake y Kyōraku, es por fin liberada junto a un emotivo momento con su amigo. Mientras Ichigo se enfrenta al Capitán Kuchiki, Renji coge a Rukia y se la lleva lejos hasta que ambos son interceptados por el Capitán del Noveno Escuadrón, Kaname Tōsen, que resulta ser un traidor, y que teletransporta a Renji y a Rukia de nuevo al lugar de ejecución, donde a esas alturas Byakuya ha sido derrotado por Ichigo y su Bankai.
Entonces se descubre la traición del Capitán Aizen y de sus subordinados, los Capitanes Ichimaru y Tousen, quienes estaban detrás de la excesiva condena de Rukia. Por qué les interesaba ver a Rukia muerta era porque, cuando Urahara le dio el gigai a Rukia al perder sus poderes, ocultó en ese cuerpo artificial un peligroso artefacto, denominado Hougyoku, capaz de combinar los poderes de un shinigami con los de un hollow. En el momento en que muriera, el Hougyoku sería liberado del alma de Rukia y caería en poder de Aizen. Sin embargo, en todo el tiempo en que se había ocultado de la Sociedad de Almas, Aizen había descubierto una forma de extraer el Hougyoku sin necesidad de matar a Rukia, cosa que hace antes de entregársela a Ichimaru para que acabe con ella.
Con Ichigo fuera de combate, la muerte de Rukia parece ya ser por fin inevitable hasta que, para sorpresa de todos, es el propio Byakuya Kuchiki el que se interpone entre su hermana e Ichimaru, resultando gravemente herido. Este período es suficiente como para que hagan su aparición los capitanes y tenientes restantes, que solo pueden presenciar la marcha de los tres traidores al Hueco Mundo, el lugar donde habitan los hollows.
Rukia es por fin perdonada, y acaba por reconciliarse con su hermano, al revelarle éste que Hisana, su hermana mayor, había sido su esposa y le había rogado que cuidase de ella. La causa de que Byakuya se mostrase tan implacable con su hermana, incumpliendo la promesa hecha a Hisana, era debido a que también había prometido hacer cumplir escrupulosamente la ley de sus padres y del resto de familias nobles. Finalmente, el orgulloso capitán acaba por admitir en su fuero interno que promesa prevalece sobre la otra.
Antes de que Ichigo y los demás partan al mundo real, Rukia va a visitar a los exiliados hermanos de Kaien Shiba, Kuukaku Shiba y Ganju, para pedirles perdón por la muerte de su admirado teniente. La reconciliación se produce sin querer oír las explicaciones de Rukia: solo necesitaban oír un "lo siento". En cuanto a Ichigo, Uryū, Orihime y Chad, acaban por marcharse de la Sociedad de Almas acompañados de Yoruichi, pero Rukia decide quedarse. Sin embargo, y para alegría de los seguidores de la serie, no será una despedida definitiva.

### Los Bound (solo en anime)
A pesar de que aún no ha recuperado del todo sus poderes, Rukia es enviada al mundo real a combatir a los hollows en esta nueva temporada inédita, que sirve para hacer tiempo mientras se van editando nuevos capítulos del manga. Por tanto, habría que fechar todos estos hechos en algún momento entre el fin de la saga de la Sociedad de Almas y el comienzo de la saga de los Arrancars.
Pese a que su objetivo inicial eran los hollows, Rukia vuelve a unirse a Ichigo, Renji, Orihime, Chad y Uryū en su combate contra los bound. Mas Rukia sigue estando débil y aún no es capaz de liberar su zanpakutoh, por lo que se dedica a prestar ayuda con el uso de su kidoh (magia demoníaca). Así, se enfrenta primero a la bound Yoshi y después a Mabashi, cuya mascota acaba por poseerla. Rukia escapa de una muerte segura gracias al poder de la amistad de Orihime, quien es incapaz de soportar la idea de matar a su amiga pese a estar controlada por el enemigo.
Cuando los bound consiguen entrar en la Sociedad de Almas, Rukia decide regresar al Seireitei, pues como miembro del Decimotercer Escuadrón, no puede atacar por libre. En su camino de vuelta, tiene la mala suerte de toparse de nuevo con Yoshi, más poderosa desde su último encuentro -todo lo contrario que Rukia-. La shinigami es capaz de resistir sus embates también gracias a la ayuda de Ririn, una de las almas modificadas diseñadas por Urahara, pero acaba siendo gravemente herida y salvada debido a la inesperada aparición del Capitán Kuchiki. Las relaciones entre ambos hermanos parecen haberse distendido, pues Rukia al despertar se da cuenta de que su hermano ha estado velándola todo el tiempo, y de que ha marchado a pelear en solitario contra los bound para protegerla a ella y a la Sociedad de Almas entera.

### Los Arrancar
En esta esperadísima temporada Rukia regresa al mundo de los humanos junto con otros shinigamis para proteger a las personas de elevado reiatsu como Ichigo de los planes del traidor Aizen y sus secuaces. Por fin, tras 117 episodios, en un combate Rukia acaba por liberar su zanpakutoh, acabando inmediatamente con un arrancar (un hollow con poderes de shinigami, producto del Hougyoku).
Rukia e Ichigo vuelven a hacer equipo, y por primera vez Orihime se da cuenta de lo bien que se llevan ellos dos, y comienza a sentirse celosa, pues está enamorada de Ichigo y quiere mucho a Rukia. Mientras Ichigo desaparece para entrenarse junto a los visored, Rukia y Orihime marchan a la Sociedad de Almas para entrenar mejor las curiosas habilidades de la segunda. No obstante, ante la nueva oleada de ataque de los arrancar, Rukia regresa a ayudar a Ichigo, y a punto está de morir a manos de Grimmjoww de no ser por el visored Hirako, que combate al arrancar. Antes de marcharse del lugar de combate, Rukia no deja de preguntarse quiénes son esos nuevos, ya que desconoce la historia de los visored y la ayuda que han prestado a Ichigo.

### Incursión a Hueco Mundo
Poco después, tanto Rukia como Renji fueron devueltos a la Sociedad de Almas, para después partir a escondidas -y desobedeciendo las órdenes del Comadante General de los Trece Escuadrones- al Hueco-mundo, junto con Ichigo, Uryū y Chad. Con la ayuda de su Zanpakutoh Rukia salva a sus amigos del ataque de un peligroso Hollow y, con ellos, entra en la fortaleza de Las Noches para rescatar a Orihime, prisionera de Aizen. Pero antes de entrar a la fortaleza, todos caen al bosque de los Menos Grande, aquí Rukia (en el anime) conoce a un shinigami llamado Ashido, quien había permanecido en ese lugar para destruir a los hollow. Rukia ahora debe buscar a sus amigos con la ayuda de Ashido. En el camino ambos se encuentran con un hollow que, desde hace tiempo buscaba a Ashido, y gracias a la ayuda de Rukia éste lo pudo derrotar. Al llegar a la salida y ya encontrando a sus amigos Rukia le dice a Ashido que escapara con ellos, pero al haber muchos menos grande, Ashido decide quedarse. Rukia le hace la promesa de regresar por él.
Dentro de la fortaleza Rukia se enfrenta al Noveno espada, Aaroniero Arleri, el cual tiene el aspecto de Kaien y sus poderes, por lo que Rukia deberá enfrentarse una vez más a su pasado. Después de una batalla en la que Rukia es traspasada por la lanza de arrancar y luego de que su zanpakutō se rompiera y volviera a componerla usando la tercera danza de Sode no Shirayuki, logra vencer al arrancar pero quedando ella gravemente herida por el combate.
Rukia se encuentra gravemente herida y a punto de ser asesinada por el Séptimo espada pero en ese momento llega su hermano Kuchiki Byakuya para salvarla, que no ha ido solo al Hueco Mundo, sino que le acompañan el Capitán del Duodécimo Escuadrón Mayuri Kurotsuchi y su vicecapitana Nemu Kurotsuchi, la Capitana del Cuarto Escuadrón Unohana Retsu y la vicecapitana Kotetsu Isane, además de Yamada Hanatarō y finalmente el Capitán del Undécimo Escuadrón Zaraki Kenpachi y su vicecapitana Yachiru, que están ayudando a Ichigo y los demás.
Princesa ruichio (solo anime)
Ichigo junto con Rukia y sus amigos ayudan a impedir la boda de la princesa, al ayudarla algunos shinigamis se ponen en su contra al no saber la verdadera situación

### La batalla por Karakura
Tras descubrirse el propósito real de Aizen de atraer a varios Shinigamis y Ryoka a Hueco Mundo para alejarlos de Karakura usando a Orihime como cebo para atraer su atención, Rukia en compañía de Renji y Chad, se quedan a pelear contra los caballeros exequias. En ese instante Rukia vence a los sirvientes de Rudobone y este decide tomarse a Rukia en serio liberando su Zanpakutō (Arborea). Luego de que Ichigo se transforma se ve a Rukia luchando contra Rudobone llevando la clara ventaja, ya que con Sode No Shirayuki Rukia congelo las ramas de Rudobone, debilitándolo casi por completo. Rukia le dice que va a perder y que no debió mostrarle tan rápido todo su poder, pero antes de lanzar el último ataque Yammy cae y destroza a Rudobone estrellándose con una pared. Yammy maldice a Ishida y se prepara para cargar nuevamente hacia allí cuando los ve a los tres y se prepara para matarlos, Renji pregunta si ese es el décimo espada del que le habló Hitsugaya y Chad asustado afirma y ve que Yammy ahora mide el doble de tamaño, luego se sorprenden al saber que Yammy al liberar su verdadera forma es en realidad el espada número cero.
Luego de pelear y cuando iban a perder llega Ichigo para salvar a Rukia y los demás, luego Ichigo pelea contra Yammy, cuando ichigo va a ser derrotado llega Kuchiki Byakuya y Zaraki Kempachi quienes acuden en su ayuda. Luego de que Ichigo venciera a Aizen en la Sociedad de almas Rukia, Renji, Ishida, Sado y orihime llegan donde estaba Urahara con Ichigo que estaba perdiendo sus poderes de shinigami, cuando Ichigo va a saludarlos cae desmayado y convulsionando. Despierta un mes después en su casa y Rukia le informa que está perdiendo sus poderes de shinigami y que ya no podrá ver a ninguno de sus compañeros shinigamis ni a ella, después empieza a desaparecer ante sus ojos.
Saga sanpaktous(solo anime)
Las sanpaktous son liberadas por Muramasa quien toma el control de estas y hace que se revelen contra sus shinigamis, Rukia llega al mundo humano y cae en brazos de Ichigo y ve a Sode la sanpaktou de Rukia, más tarde Rukia vuelve a su mundo e Ichigo va por esta ya que aún no se había recuperado de sus heridas y llegandola a salvar de Sode y empieza a luchar contra esta, más tarde Byakuya es considerado traidor al aliarse con Muramasa quienes no sabían la verdadera intención que planeaba este

### Un nuevo comienzo: La Saga del Shinigami Sustituto Perdido
El Shinigami misterioso que apareció en los primeros capítulos junto a Isshin y Urahara resultó ser Rukia, lo cual fue mostrado en el último capítulo del manga. Ella apareció mostrando su nueva apariencia, cabello más corto que en las sagas anteriores y mostrando su nueva insignia de Teniente.
Después de descubrirse la verdad acerca de Ginjo, quien había confabulado un plan junto con Tsukishima para obtener los nuevos poderes de Ichigo y salirse con la suya al obtenerlos, Ichigo es atravesado por una espada. Al voltearse se encuentra con Urahara e Isshin, su padre. En ese momento, Ichigo piensa que fue traicionado, pero Isshin le dice que mire bien quién lo atravesó en realidad, siendo nada menos que Rukia, quien lo atravesó con una Zanpaku-tō de Reiatsu que fue creada por urahara algunos capítulos anteriores. Gracias a esto, Ichigo recupera de nuevo sus poderes Shinigami y Rukia vuelve a aparecer en la serie.
Cuando Rukia se reencuentra con Ichigo, ésta le saluda y le acusa de un momento de llorar antes de explicar lo que Urahara le dijo acerca de la habilidad de Tsukishima. Ella le dice a Ichigo que no importa la cantidad de veces que Tsukishima trate cambiar su pasado, no puede cambiar su futuro, y sus vínculos con sus amigos y familiares pueden ser reconstruidos. En ese momento Ichigo le aclara que Tsukishima no ha cambiado su propio pasado y le pregunta a Rukia de la espada que ella está llevando.
Rukia explica que Urahara hizo la espada con la finalidad de restaurar los poderes de Shinigami a Ichigo de nuevo. Kugo interrumpe la conversación y dice que él solo recibió poderes de Shinigami de ella en primer lugar, porque él tenía sus propios poderes, pero ahora que obtuvo todo el poder espiritual de Ichigo no había forma de obtenerlos, por lo que el Reiatsu de una persona no sería capaz de devolver los poderes de Ichigo. Una voz le dice a Kugo que está equivocado, y Renji, Byakuya, Kenpachi, Hitsugaya y finalmente Ikkaku hacen aparición a través de una Senkaimon.
Renji le dice a Kugo que ellos le cedieron una parte de sus poderes a dicha arma con la intención de restaurar los poderes Shinigami de Ichigo. Justo en ese instante Rukia le dice a Kugo que aunque él se apropió de los poderes Fullbring de Ichigo, él no puede apropiarse de sus poderes Shinigami los cuales yacen en el interior de su cuerpo. Poco después comienzan las batallas entre los usuarios de Fullbring y los Shinigami, teniendo Rukia que enfrentarse con Riruka en un escenario plagado de animales de felpa.
Mientras camina por en lugar de los peluches, exige a Riruka que se muestre, pero solo se enfrentan con más de los peluches de Riruka.
En un momento dado de la pelea, Rukia le dice a Riruka que no la matará ya que la principal función de los Shinigami es la de proteger a los humanos lo que hace enojar a Riruka quien usa su ataque Addiction Shot con el cual convierte a Rukia en un muñeco de felpa.
Rukia comienza a correr pero se da cuenta de que Riruka puede alcanzarla sin embargo esta usa shumpo y creyendo que sus habilidades no estaban selladas ataca con Kido aunque este explota dentro del muñeco causándole un gran daño.
Riruka dispuesta a acabar con su rival le apunta con su pistola, sin embargo Rukia logra distraerla haciendo alusión a lo importante que le era a su rival considerarse un humano fuera de lo normal.
Luego de la historia de Riruka, la shinigami procede a realizar su primera danza con el fin de congelar a Riruka, sin embargo esta logra evadirlo para luego estornudar y liberar a Rukia del peluche aprovechando para usar un poder de nombre desconocido para dejar inconsciente a una sorprendida Rukia, mientras observa que su rival ha desaparecido, luego de esto la sala parece completamente vacía, sin saber el paradero de Riruka.
Después que Yukio cierra las salas de chat, Byakuya aparece con Rukia inconsciente y la deja con Renji para que cuide de ella. Hitsugaya se pregunta si ella está bien, mientras que Byakuya le responde, que solo sufrió heridas leves y su reiatsu es normal. Aunque dijo que no encontró a nadie, ni sintió alguna presencia de la persona con quien ella estaba luchando.
Rukia se despierta para ver a los otros Shinigami de pie a su alrededor mientras Ichigo todavía está dentro de una de las dimensiones de bolsillo. Cuando ella insta a Byakuya a que haga algo, Yukio le dice que esta dimensión no se puede desactivar ni romper. Rukia se niega a creer eso y se pregunta si hay alguna otra razón por la cual no actúan. En ese momento Rukia ve cómo la dimensión de bolsillo es destruida por la activación del Bankai de Ichigo. 
Para sorpresa de Rukia, los capitanes se marchan. Byakuya le recuerda que solo se les encargo observar como Ichigo tomaba su decisión. Hitsugaya le dice que ellos sabían que si un nuevo Shinigami Sustituto aparecía, Kūgo se interesaría en él y que los capitanes habían acordado usar a ese shinigami sustituto para atraer a Kūgo y deshacerse de ambos. Sin embargo, Ichigo les hizo cambiar sus planes. Tōshirō le recuerda a Rukia su reacción cuando le dicen que observara a Ichigo y reconoce que ella estaba en lo cierto acerca de él.
Cuando Tsukishima trata de atacar a Ichigo, Rukia salta entre ellos y Riruka sale abruptamente de su pecho para recibir el ataque en su lugar. Más tarde cuando termina la batalla Rukia está presente en la Tienda de Urahara y ve despertar a Riruka, informándole a Ichigo de inmediato.

### Saga de la Guerra Sangrienta de los Mil Años
Durante una reunión de capitanes convocada después de la pequeña invasión de unos extraños a la sociedad de Almas. Rukia es vista como uno de los tantos tenientes que esperan afuera del salón de juntas. Durante el periodo de espera, Rukia tiene una pequeña discusión con Kira acerca de las recurrentes desapariciones en el Rukongai. Cuando una fuerza militar del Wandenreich conocidos como los Stern Ritters comienzan una invasión a la Sociedad de Almas, Rukia se dirige a los pilares de fuego azul, dispuesta a pelear contra los enemigos; muy a pesar del peligro que supone y de las dudas de sus compañeros.
En el momento que el departamento de Investigación y Desarrollo informa a la sociedad de almas sobre la venida de Ichigo en su auxilio, Rukia escucha la noticia con esperanza. Después de un momento cuando Byakuya es derrotado por su propio Bankai en otra parte de la sociedad de almas, Rukia reconoce que la Zanpaku-tō de su hermano fue liberada y se pregunta por su bienestar. Al poco tiempo Rukia se da cuenta de que algo le sucedió a su hermano y corre para alcanzarlo, sin embargo el Stern Ritter que enfrentaba, la crítica por darle la espalda y procede a atacarla dejándola inconsciente.
Algún tiempo después de la partida del Wandenreich de la Sociedad de Almas, Shinji le informa a Ichigo, que la operación de Rukia y Renji llegó a su fin. Ambos van a la unidad de cuidados intensivos, donde se encuentran las víctimas. Allí Hirako admite que era demasiado tarde para tratarlos solamente con reiatsu así que los operó para suturar su reishi. En algún momento, Kuchiki vuelve en sí, así que Ichigo le pregunta si se encuentra bien, pero ella le tilda de tonto preguntándole si no escucho el dictamen médico que le acaban de decir, y luego le da las gracias por haber venido salvar a la Sociedad de Almas del enemigo.
Después de que Ichigo se marcha para reunirse con el Capitán Kurotsuchi ella le pregunta a Shinji su opinión sobre la expresión triste que Ichigo refleja en su rostro. El responde que tal vez fue el resultado de una batalla difícil, sin embargo, su intuición le dice que es como si estuviera ocultando algo más serio. Más tarde Senjumaru Shutara lleva a Rukia junto con Renji y Byakuya al Reiōkyū, Unohana señala que su condición es demasiado delicada para que se vayan del Seireitei, pero la Guardia Real insisten en llevarlos. Al llegar al Reiōkyū, Rukia y los otros heridos son trasladados al Kirinden el palacio de Tenjirō Kirinji, y son colocados en las aguas termales, para ser curados.
Una vez que se recupera completamente se dirige al palacio de Senjumaru Shutara junto a Renji para mediciones de ropa, en donde ella y Abarai se ven obligados a desnudarse. Después concluir estos asuntos, pasan al palacio de Ichibē Hyōsube para comenzar el entrenamiento. Allí, Rukia nota la gran dificultad para moverse, lo que la lleva a comparar el Reishi a su alrededor con el agua. Momento después recibe una llamada de Tenjirō Kirinji, quien le informa sobre la recuperación de Byakuya, lo cual le alegra enormemente, pero tal dicha se ve opacada cuando remarca que ahora su hermano deberá pasar por el palacio de Senjumaru. Es entonces cuando Ichibē los saluda y les propone un nuevo entrenamiento, el cual ambos aceptan.
Más tarde, durante la Segunda Invasión de los Quincy al Seireitei, Rukia llega con Renji, y reconoce el rotundo cambio del lugar llamándolo "Wandenreich" en lugar de Seireitei. Más adelante, ella vuelve a aparecer junto a Renji antes de que de inicio a su batalla con Mask De Masculine para encargarse de resguardar a los capitanes derrotados por el Sternritter, mientras el teniente lucha contra él. Ella convencida del nuevo aumento de poder de su compañero, le dice que el Quincy no tiene ninguna oportunidad contra él.
Durante un leve flashback que tiene Renji, se le ve a Rukia hablando con Renji sobre el plan cuando ingresaran a la Sociedad de Almas, el cual consistía en moverse por separado y al finalizar una batalla esconderse por un tiempo.
Luego Rukia se va movilizando por todo el lugar, observando y diciendo que no podía sentir el reiatsu de varias divisiones, aunque esto le era de ayuda ya que ubicó con facilidad a Isane Kotetsu. Además no podía percibir la presencia de los Quincy, luego percibió una presencia extraña la cual era de As Nodt, preguntándole si sentía miedo. As le dice que él está solo y luego pregunta por el paradero de Senbonzakura, después de ello As pregunta quien es ella Rukia se presenta como la hermana de Byakuya, acto seguido As pregunta por Byakuya y Rukia le dice que no tiene razón alguna para contestar.
As empieza a lanzar algo similar a espinas, Rukia observa que cuando las espinas tocan algún objeto algo se empieza a propagar de ese lugar, Rukia libera su Zanpaku-to para bloquear el ataque de As, pero este le dice que es inútil evitar el miedo con hielo. Rukia queda completamente paralizada, As le dice que ese es el miedo, que no podrá moverse o ser ayudada.
Rukia le pregunta a As que si ese es el miedo y que cual su miedo, Rukia levanta un poco la cabeza y lo mira fijamente diciendo que él está asustado de que su miedo no podría funcionar en alguien. Cuando As se cuestiona de que su poder The Fear no funciona y de que eso no puede ser posible por eso Rukia lo reta a que vuelva a atacarla con sus espinas nuevamente y As la ataca con sus espinas pero antes de eso Rukia muestra su Zanpakuto Sode no Shirayuki la cual usa para protegerse del ataque de As posteriormente Rukia le explica que necesitaba evitar dichos ataques para mostrar el verdadero poder de su Shikai pero As no le cree y empieza a explicar e informarle sobre el miedo entonces Rukia le da la razón y le explica que su poder no funcionara ya que ella no está viva consternando así al Sternritter por lo que Rukia le dice que su Zanpakuto brinda al usuario el poder de llevar su temperatura corporal a grados bajo cero, todo lo que toca se congela además añade que el cuerpo de su espada es como un brazo que aumente el rango de su poder en tanto el Quincy no le cree y le dice que deje de decir tonterías entonces Rukia le explica que ha aprendido a dejar su cuerpo sin vida por un periodo corto de tiempo al controlar su propio Reishi que las moléculas de su cuerpo están detenidas y es por eso que el miedo se quedó solo impregnado en la superficie tras esto Rukia pasa a lado de As -50 grados dejando el agua que pasaba congelado provocando un temblor de hielo al romperse tras esto Rukia llega al cero absoluto congelando completamente el cuerpo del Sternritter Äs Nödt. Rukia comienza a volver a la normalidad luego que ella pensara que ha derrotado por completo a Äs Nödt sin embargo este lograr recuperarse debido a su miedo que le tiene a Yhwach usando así el Quincy Vollständing por lo que Äs logra cambiar por completo su apariencia física y entonces Rukia cae presa del miedo debido a que miro a los ojos del Quincy que afecta directamente los nervios ópticos de la Shinigami por lo que Rukia comienza a gritar entonces Byakuya Kuchiki corta el miedo producido por Äs Nödt. Byakuya es atacado por el Sternritter pero Byakuya le cede la batalla a Rukia para que acabe con el además de decir a Rukia que se ha vuelto fuerte para sorpresa de la teniente además de eso Byakuya le aconseja sobre el miedo y  Äs muy enojado le dice a Byakuya que este será su fin sin embargo Byakuya le dice que no será el quien lo derrote y también le informa a su hermana que su rostro de  Äs no refleja miedo sino que el Quincy está asustado y finalmente Rukia toma determinación y usa el Bankai Hakka no Togame y con esto logra vencer a Äs Nödt convirtiéndolo en hielo todo su cuerpo y en ese momento su hermano Byakuya le dice que lo derrita lentamente y la halaga diciendo que fue un espléndido Bankai y juntos se van a proteger la Sociedad de Almas.
Rukia junto a su hermano Byakuya se dirigen hacia el lugar donde proviene el relámpago que es el mismo lugar donde se encuentra el capitán Zaraki sin embargo Rukia se detiene al sentir el Reiatsu de Ichigo llegar al campo de batalla. Más tarde se une junto a su hermano, Renji, Hisagi, Ikkaku e Yumichika al campo de batalla para detener la lucha entre Ichigo y los Sternritter.
Poco después, Rukia y Renji llegan al laboratorio de Urahara luego de recibir una llamada urgente, allí se encuentran con Ōmaeda y Shinji. Ōmaeda les informen de cómo sobrevivieron el ataque de Bazz-B y son sorprendidos por la llegada de Suì-Fēng. En el interior del edificio, Rukia se sorprende al enterarse de la intención de Urahara de entrar en el Palacio del Rey Espíritu.
Rukia junto con los demás miembros del Gotei13 sale para enfrentarse a los torrentes de poder del Rey Espíritu sin embargo se da con la sorpresa de que Aizen está libre, y muy molesta pregunta quién fue, entonces Syunsui le dice que fue el y que era necesario hacerlo posteriormente Rukia discute con Aizen, el excapitán la felicita por su promoción a teniente entonces Rukia molesta le restriega en la cara que alguien como el debería estar en el Muken entonces Aizen le recuerda a alguien como él no pueden tenerlo encerrado por mucho tiempo. Posteriormente Rukia llega al Palacio del Rey Espíritu que ahora esta bajo el dominio Quincy.

## Poderes
Rukia tiene las habilidades de una shinigami estándar, con una habilidad en el combate alta que se ve ayudada por uno de sus puntos fuertes, el uso del kidō, una serie de hechizos ofensivos que incluso puede realizar estando en un gigai o cuerpo artificial. Renji dice en una ocasión que no solo Rukia es muy buena en el uso del kidō, sino que también es una eficaz combatiente por su velocidad y su agilidad.
Aunque sus poderes están bajo mínimos durante la mayor parte de la serie, debido al gigai que le dio Urahara, y después al ser condenada a muerte, éstos comienzan a aparecer en los combates tanto con los Bound como con los Arrancar. Tanto es así que, si bien es cierto que siempre se pensó en Rukia como una Shinigami media, en realidad podría haber aspirado a un alto rango en cualquier Escuadrón debido a sus habilidades, pero que su eventual ascenso siempre fue evitado por Byakuya, en un rasgo más de la extraña protección que siempre le dio.
Rukia es capaz de realizar tanto hadō (hechizos ofensivos) como bakudō (defensivos), aunque parece sentir predilección por los primeros. Los hechizos de kidō realizados por ella hasta la fecha han sido:
- Bakudō #01: Sai (Obstrucción).
- Bakudō #04: Hainawa (Cuerda Trepadora).
- Bakudō #61: Rikujōkōrō (Prisión de Luz de Seis Barrotes).
- Hadō #04: Byakurai (Rayo Blanco).
- Hadō #31: Shakkahō (Artillería Carmesí).
- Hadō #33: Sōkatsui (Lluvia de Fuego Azul).
- Hadō #73: Soren Sōkatsui (Loto Gemelo de Lluvia de Fuego Azul).

## Zanpakutō
La espada de Rukia permanece oculta durante la mayor parte de la serie, debido a la falta de poderes de su portadora. En su forma sellada, Sode no Shirayuki se asemeja a las zanpaku-tō estándar de los soldados rasos dentro del ejército de Shinigamis con una guardia en forma rectangular y el mango de color rojo oscuro.
Es en el capítulo 117, en donde se da a conocer el nombre de su Zanpakutō el cual es: "Sode no Shirayuki" (Remolino de nieve blanca).
Aunque en los primeros episodios se puede ver la Zanpakutō, no suele usarla, y al ser prisionera y después utilizar un gigai sano en la primera parte de la temporada de los bound, su verdadero nombre y apariencia son un enigma que solo se resuelve en una lucha contra los arrancar.
La forma materializada de Sode no Shirayuki se desconoce, aunque en el anime aparece en una forma humanizada como una mujer con un kimono blanco similar a las Yuki-onna , es tan bella que la misma Rukia reconoció su título de la más hermosa de todas las zanpakutō.

### Shikai:Sode No Shirayuki
Durante el combate contra el arrancar D-Roy, Rukia por fin revela el nombre y la primera liberación de su zanpakutō, con la frase: Baila" (舞え 'Mae'?), Sode no Shirayuki (袖の白雪 Remolino de Nieve Blanca?). Entonces la espada crece y se vuelve completamente de un color blanco inmaculado. De forma estilizada, y con un largo lazo también de color blanco bajo la empuñadura, Sode no Shirayuki es considerada la zanpakutoh de tipo nieve/hielo más hermosa de toda la Sociedad de Almas.
La elegancia de Sode no Shirayuki es directamente proporcional a su eficiencia, y es una de las pocas armas de shinigamis con más de una habilidad conocida, lo que hacen de Rukia una peligrosa enemiga cuando está en la plenitud de sus fuerzas. Los diferentes movimientos de Sode no Shirayuki son conocidos como danzas, debido a los gestos que debe ejecutar Rukia para realizarlos, y por el momento se conocen tres de ellas -aunque se supone que hay más-:
- Primera danza, Luna blanca (初の舞・月白 Some no mai, tsukishiro?). Con ella Rukia puede crear en cualquier lugar un círculo que, con un brillo blanco, es capaz de congelar todo lo que está encerrado en dicho terreno, desde el suelo hasta las estrellas.

- Segunda danza, Onda blanca (次の舞・白漣 Tsugi no mai, hakuren?). Un tremendo ataque frontal, en el que Sode no Shirayuki lanza una onda brillante formada por cientos de cuchillos de hielo.

- Tercera danza, Espada blanca (参の舞・白刀 San no mai, shirafune?). Usada por Rukia para crear una espada de hielo en sustitución del trozo de Sode no Shirayuki rota en la batalla contra el Noveno Espada Aaroniero Arrurueri, logrando vencer a ese arrancar con esta técnica.

- Juhaku (樹白 Árbol blanco?): clavando a Sode no Shirayuki en el suelo, Rukia puede congelar a todo aquello que esté en su camino cuando la zanpaku-tō crea un camino de hielo.

- Cuerda de Hielo : Sí Rukia no cuenta con Sode no Shirayuki en sus manos, puede crear una delgada y fina cuerda de hielo que le permite manipular a la distancia a su zanpaku-tō.

Si bien Sode no Shirayuki es una zanpaku-tō de tipo hielo similar a Hyorinmaru, la zanpaku-tō de Toshiro Hitsugaya, hay varias diferencias radicales entre ambas espadas ya que a diferencia de Hyorinmaru que manipula el hielo directamente, Sode no Shirayuki es capaz de disminuir la temperatura de todo lo que la rodee incluyendo a su portador liberando un aire cada vez más frío pudiendo incluso congelar el reiatsu de un Quincy neutralizando sus armas espirituales. Mediante esta potente habilidad, Rukia puede congelar su cuerpo a temperaturas extremadamente bajas alcanzando el estado del Cero absoluto por un espacio de cuatro segundos permitiéndole congelar a su enemigo con un único ataque. Sin embargo el hecho de controlar las bajas temperaturas puede resultar contraproducente para Rukia ya que una vez que utilice esta habilidad, debe de descongelar su cuerpo a velocidades muy lentas o de lo contrario puede lastimarse.

### Bankai:Hakka no Togame
Hakka no Togame  (白霞罸 Castigo de la neblina blanca?), 
es el bankai de Rukia Kuchiki. Se desconoce de momento como fue que obtuvo dicho Bankai, aunque después de utilizarlo en su combate contra Äs Nödt, queda claro el gran poder con el que cuenta. Al activarlo, el cuerpo de Rukia y su cabello, pestañas, cejas y ojos se decoloran a un tono blanco inmaculado; su indumentaria cuando activa su Bankai consiste en un largo y holgado Kimono, el cual se asemeja vagamente a la forma espiritual de Sode no Shirayuki que consta en este caso de numerosos patrones de líneas que decoran y se extienden por todo su cuerpo. En su pecho tiene un adorno similar a una flor, así mismo al lado posterior de su cabeza, sobresale una corona media y el lazo que tenía su Zanpaku-tō en su forma Shikai se amplia notoriamente y así mismo la hoja de su espada se vuelve completamente transparente adquiriendo una tonalidad similar a la del hielo. En la serie de anime, su Kimono en estado Bankai tiene un aspecto cristalino traslúcido similar al hielo.
- Habilidad especial: Hakka no Togame amplifica los devastadores efectos congelativos de la Zanpaku-tō de Rukia cuando accede al Cero Absoluto. Cuando el Bankai es activado, una enorme capa de neblina blanca cubre los alrededores de Rukia y su objetivo haciendo que todo lo que esté dentro de su radio de ataque, se congele y se desintegre por completo. Al ser un Bankai muy poderoso, es demasiado difícil de dominar para Rukia y cualquier error al usarlo, puede costarle la vida. Debido a que Rukia puede verse afectada físicamente por el poder de su Bankai, es posible que dicho Bankai sea de un uso limitado. Al igual que con el Shikai, Rukia debe derretir lentamente el hielo que la recubre para que la descongelación no la mate. Al ser un Bankai con efectos de área, mientras esté activo, todo lo que esté cerca de Rukia se congelará a su alrededor lo cual se confirma cuando al acercarse a Rukia, Byakuya nota cómo su mano izquierda comienza a congelarse.